# ارنستبرون
ارنستبرون (بالألمانية: Ernstbrunn) هي بلدة في منطقة كورنوبورغ في ولاية النمسا السفلى.